# Grampozitivna bakterija
Grampozitivne bakterije ali tudi po Gramu pozitivne bakterije so bakterije, ki po barvanju z metilvijoličnim in nadaljnjim razbarvanjem z etanolom in acetonom v procesu barvanja po Gramu ostanejo vijolično oziroma modro obarvane, kar je vidno pod mikroskopom. Razloček v obarvanju med grampozitivnimi in gramnegativnimi bakterijami je posledica razlik v strukturi bakterijske celične stene.

## Značilnosti
1. Zelo debela celična stena (več kot 40 plasti peptidoglikana).
2. V celični steni je prisotna teihoična kislina, ki ima vlogo pri adheziji bakterij na podlago ter deluje kot kelator.

## Rodovi
Med grampozitivne sodijo med drugim bakterije iz rodov:
- Bacillus,
- Listeria,
- Staphylococcus,
- Streptococcus,
- Enterococcus,
- Clostridium.